# エセン・ブカ
エセン・ブカ（Esen-Buqa / Isan-Buqa, ايسن بوقا Īsan Būqā、? - 1320年）は、チャガタイ家の第16代当主で、チャガタイ・ハン国の第11代ハン（在位:1309年 - 1320年）。漢語史料では也先不花と表記される。

## 生涯
第12代君主ドゥアの子。チャガタイ・ハン国の君主となったゴンチェク、ケベク、イルジギデイ、ドレ・テムル、タルマシリンらは兄弟。
1305年/06年にエセン・ブカはドゥアによってアフガニスタン方面に派遣される。1309年にチャガタイ家の当主ナリクが暗殺された後にエセン・ブカがクリルタイによってハンに選出され、エセン・ブカは弟ケベクにマー・ワラー・アンナフル地方とフェルガナ地方の統治を委ねた。
エセン・ブカの治世にチャガタイ・ハン国と元朝、イルハン朝の関係が再び悪化する。アフガニスタン方面の後任の司令官として任命したダウド・ホージャがイルハン朝の攻撃を受けて任地から追放され、同時期にイルハン朝のオルジェイトゥが元に派遣した使節アビシュカの元とイルハン朝によるチャガタイ・ハン国の挟撃を示唆する発言が問題化した。その後エセン・ブカとアルタイ方面に駐屯していた元の将軍トガチとの間で行われた領域の画定が決裂し、元とイルハン朝に対する不信感を募らせたエセン・ブカは国内を通過しようとする両国の使者を拘束した。1315年にチャガタイ軍は元軍と交戦する。元のキプチャク軍人チョンウルはチャガタイ軍に2度の勝利を収め、イリ渓谷東部のテムル・カガルガ（鉄門）に進軍した。
エセン・ブカは元の攻撃によって領土が減少することを恐れ、またダウド・ホージャの報復のため、イルハン朝の支配下に置かれていたイランのホラーサーン地方への侵入を決定したと伝えられている。同1315年にケベクを初めとする王族が率いる軍隊はホラーサーン地方のイルハン朝の軍隊を破り、4か月の間掠奪を行った。元の再度の攻撃に備えて遠征軍は帰還せざるを得なくなるが、帰途で遠征に従軍していた王族ヤサウルのイルハン朝亡命の計画が発覚し、ケベクは彼の処罰を求めた。1316年/17年にヤサウルと彼に従う一派はイルハン朝に亡命するが、ヤサウルと彼に追随する王侯貴族の亡命の結果ハンに反抗的な勢力が国内から一掃され、中央権力の強化に資するところとなった。
1320年にエセン・ブカは没し、ケベクが跡を継いだ。